# Violences antisémites d'après-guerre en Slovaquie
Les violences antisémites d'après-guerre en Slovaquie sont plusieurs émeutes qui ont éclaté entre 1945 et 1948. Ces violences sont l'effet de l'antisémitisme et des tensions dans la restitution des biens volés aux Juifs pendant la Shoah en Slovaquie. Plusieurs vagues de violences ont eu lieu : fin 1945, mi-1946, début 1947 et mi-1948. Les attaques les plus connues sont le pogrom de Topoľčany le 24 septembre 1945, le massacre de Kolbasov en décembre 1945 et les émeutes du Congrès des Partisans à Bratislava début août 1946. Elles ont provoqué au moins 36 morts chez les Juifs de Slovaquie et plus de 100 blessés d'après les recherches de l'historienne polonaise Anna Cichopek (en). Ces violences prennent fin après l'émigration de la plupart des Juifs en 1949. Dans l'ensemble, elles sont moins graves que celles commises en Pologne.

## Contexte
Le 14 mars 1939, la République slovaque, État du Parti populaire slovaque (HSĽS), proclame son indépendance envers la Tchécoslovaquie. Pendant la Seconde Guerre mondiale, même si la république slovaque est un État client des puissances de l'Axe, elle bénéficie d'une large autonomie quant à sa politique intérieure, y compris pour ses initiatives antisémites. En 1940 et 1941, des décrets-lois d'aryanisation exproprient les Juifs, dont les biens sont redistribués aux Slovaques auxquels le régime donne la préférence,. Fait atypique dans l'Europe de la Seconde Guerre, la république slovaque organise elle-même, en 1942, la déportation (en) de 58 000 de ses propres citoyens juifs pour les envoyer en Pologne sous occupation nazie ; l'opération est supervisée par la garde Hlinka et des policiers réguliers,. Le 29 août 1944, l'Allemagne envahit la Slovaquie, ce qui déclenche le soulèvement national slovaque. Les combats et les actes du Troisième Reich ravagent une grande partie du pays : l'Einsatzgruppe H incendie près de 100 villages. Des milliers de personnes sont assassinées en Slovaquie, dont des centaines de Juifs et plus 10 000 Juifs sont déportés,. Les forces anti-régime se composent de déserteurs de l'Armée slovaque, de membres du Parti agraire (en), de communistes (en) et de juifs. Au total, sur les 89 000 juifs de Slovaquie, 69 000 sont assassinés dans le cadre de la Shoah. Après-guerre, la Slovaquie est réintégrée dans la Tchécoslovaquie (troisième république tchécoslovaque) mais elle conserve à Bratislava un gouvernement jouissant d'une grande autonomie. Les organisations de l'ÚSŽNO et du SRP SRP (en) (Sdruženie fašistickým režimom rasovo prenasledovaných v Bratislave, « Association des personnes persécutées pour des motifs raciaux ») voient le jour pour défendre les droits des survivants de la Shoah,.

## Causes des violences
Les relations d'après-guerre entre Juifs et Slovaques sont marquées par les litiges sur l'aryanisation des biens et sur leur restitution,. La question ne porte pas seulement sur de grandes entreprises aryanisées mais aussi sur des biens meubles confisqués (par exemple du mobilier), que les bénéficiaires ont ensuite revendus à des acheteurs non-juifs. Des conflits naissent aussi sur les biens meubles confiés à la garde de non-juifs, qui refusent de les restituer après la guerre. Pour de nombreux Slovaques, cette restitution signifie qu'ils doivent rendre des biens qu'ils ont acquis selon les lois de l'époque, qu'ils ont développés et qu'ils considèrent comme leur propriété. Toutefois, du point de vue des Juifs, ceux qui se trouvent en possession de biens volés ont l'obligation de les restituer,. Les anciens partisans (en), vétérans des armées tchécoslovaques à l'étranger et prisonniers politiques ont préséance pour devenir les administrateurs d'entreprises et de logements auparavant détenus par des Juifs. Dans certains cas, ces administrateurs sont nommés alors même que les propriétaires ou leurs héritiers sont encore vivants. Les personnes à qui est confiée la gestion de ces biens estiment que leurs bénéfices représentent une juste compensation au regard de leurs sacrifices pendant la guerre — et le gouvernement rejoint ce point de vue.

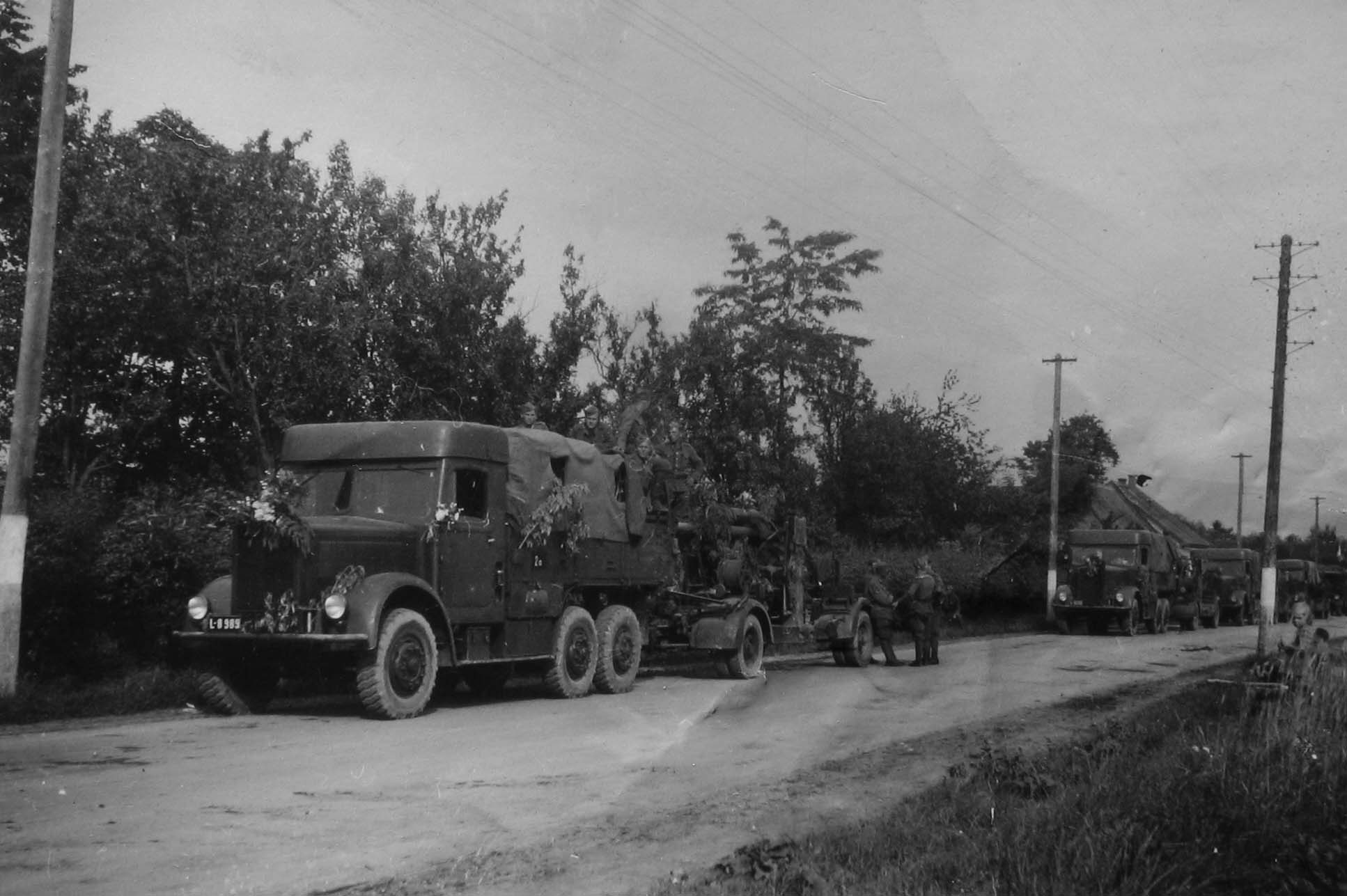
Le soulèvement national slovaque ravage le pays au centre et à l'Est.

Avant-guerre, l'antisémitisme économique (en) dépeint les Juifs comme des gens qui s'enrichissent aux dépens des travailleurs slovaques pauvres. Après-guerre, les Juifs sont accusés d'éviter les travaux manuels pour s'adonner au marché noir et à la contrebande,. Pour défendre la participation des Juifs aux activités de marché noir, le président du SRP (en) Vojtech Winterstein déclare : « Les juifs doivent bien gagner leur vie. Ils n'ont pas d'argent ni aucun moyen d'en gagner... ». Les Juifs essuient aussi des critiques car ils acceptent l'aide de l'American Jewish Joint Distribution Committee et d'autres associations internationales. De nombreux Slovaques s'imaginent que les Juifs occupent une situation privilégiée dans l'économie,,. Contrairement aux habitants des terres tchèques, la plupart des Slovaques assistent à une baisse de leur niveau de vie après la Libération. Pendant l'hiver 1945-1946, l'UNRRA signale que des centaines de milliers d'habitants des zones rurales en Slovaquie de l'Est sont toujours sans toit. À cause des difficultés économiques, tout indice de favoritisme nourrit des rancœurs ethniques,. De fausses accusations circulent sur le compte des Juifs, voulant qu'ils n'auraient pas autant souffert que les non-Juifs pendant la guerre et qu'ils n'auraient pas participé au soulèvement national slovaque ; ces rumeurs aggravent la rancune qu'ils inspirent.
Une autre cause de l'antisémitisme, qui a directement provoqué des violences, sont les racontars fallacieux fondés sur des théories du complot, particulièrement à l'encontre des médecins juifs, à qui l'opinion prête l'intention de tuer les non-Juifs par des médicaments et des vaccins. Par exemple, avant le pogrom de Topoľčany, un médecin juif qui pratique des vaccinations sur des écoliers est accusé de les empoisonner. À Michalovce, un vendeur juif est accusé d'écouler des pastèques et des bonbons empoisonnés. La rumeur prête aussi aux Juifs des enlèvements et des assassinats contre des enfants non Juifs,. Les accusations formelles de meurtre rituel sont rarement formulées mais elles circulent à cette période, colportant l'idée que les Juifs auraient besoin de sang chrétien dans leur démarche pour émigrer en Israël. Les soutiens du régime de la république slovaque, notamment en Slovaquie de l'Est, sont furieux que le nouveau gouvernement traite comme des crimes la participation aux rafles et aux déportations infligées aux Juifs. Des bruits courent et accusent les Juifs de manipuler le système judiciaire pour obtenir des verdicts plus sévères quand le défendeur comparaît pour avoir lésé des Juifs. Les Juifs sont aussi critiqués quand ils parlent allemand ou hongrois. Contrairement à la majorité des Allemands ou des Hongrois (en) non-Juifs, les Juifs vivant en Slovaquie et dont la langue maternelle est l'allemand ou le hongrois ne sont généralement pas expulsés et ils conservent la nationalité tchécoslovaque (en),. Un autre thème sensible est le passage des réfugiés juifs venus de Pologne et de Hongrie qui transitent par la Tchécoslovaquie : ces réfugiés ne parlent ni tchèque ni slovaque, ce qui rend la population méfiante. Les politiques antisémites du régime pendant la guerre ont établi des catégories ethniques rigides ; quand les victimes sont attaquées parce qu'elles sont juives, cette catégorisation gomme leurs autres identités (politiques, nationales, économiques...).
L'historien tchèque Hana Kubátová souligne que ces accusations contre les Juifs ne varient guère de celles de l'antisémitisme traditionnel, comme celui qui figure au XVIIIe siècle dans le roman de Jozef Ignác Bajza (en), René mládenca príhody a skúsenosti.

## 1945
La première émeute antisémite de l'après-guerre se produit à Košice le 2 mai 1945,.
Fin juin, des rumeurs circulent à Bardejov : les Juifs amasseraient des armes à feu et des munitions. Certains partisans (en) tentent de fouiller leurs maisons mais la police les en empêche. Le 22 juillet, 1 000 personnes participent à une manifestation de partisans durant laquelle un homme, que la police déclare reconnaître comme le capitaine Palša, soutient la « purge » des collaborateurs du secteur. La foule répète des slogans antisémites et certains manifestants se rendent dans une boulangerie voisine où du pain blanc (interdit à cause des lois sur le rationnement) est prétendument fabriqué pour des juifs. Les manifestants saisissent tout le pain pour le donner à des personnes avec un handicap. Le lendemain matin, Palša, ivre, crie « le Juif était et sera toujours notre ennemi ». Le 26 décembre 1945, deux soldats agressent physiquement sept juifs dans la ville. En juillet, l'émeute s'étend à la ville voisine de Prešov, où des non juifs se plaignent de la déportation de citoyens tchécoslovaques vers l'Union soviétique ; les juifs sont accusés de soutenir le communisme. Les locaux des associations juives, une cuisine communale et des bâtiments juifs sont pillés et vandalisés.

### Pogrom de Topoľčany
À Nitra, les habitantes sont exaspérées par le rationnement alimentaire inadapté. Une rumeur se répand : les religieuses des écoles de la ville seront remplacées par des enseignants juifs. Le 11 septembre 1945, la situation explose quand une manifestation de 200 personnes proteste contre le bureau local du comité national du district (cs). Une femme se plaint que « le comité se gave alors que nous mourons de faim, nous n'avons ni pain ni bois, nous n'avons rien à cuisiner pour nos enfants. Les juifs, eux, possèdent tous les biens qu'il leur faut, même du sucre et des bottes »,.
Tout le mois de septembre, une propagande antisémite se diffuse à Topoľčany, où les Juifs subissent des agressions physiques. Début septembre, les religieuses qui enseignent à l'école catholique pour filles de la ville entendent dire que leur institution est sur le point d'être nationalisée et qu'elles seront remplacées. Même si, en 1945, la nationalisation a touché de nombreuses écoles slovaques, la rumeur propage l'idée fallacieuse que ce fait émane d'une conspiration juive et que des enseignants juifs remplaceront des non-juifs. Les mères des écolières adressent des requêtes au gouvernement en lui demandant de ne pas nationaliser l'école et elles accusent les juifs de vouloir s'en emparer au bénéfice de leurs propres enfants. Le dimanche 23 septembre 1945, des gens jettent des pierres à un jeune homme juif dans une gare et ils vandalisent une maison habitée par des juifs près de Žabokreky. Le lendemain, des Slovaques se réunissent dans les rues et crient des slogans antisémites ; quelques juifs sont agressés et leurs logements dévalisés. La police refuse d'intervenir à cause de rumeurs prétendant que des juifs auraient tué quatre enfants à Topoľčany. À Chynorany, le bruit court que trente enfants ont été assassinés par des juifs ; au moins une victime juive est attaquée et d'autres sont dévalisées,.
L'émeute antisémite qui éclate à Topoľčany le 24 septembre 1945 est l'épisode le plus connu des violences antisémites dans la Slovaquie d'après-guerre. Le matin avant les violences, des femmes manifestent contre la nationalisation de l'école, qu'elles imputent aux juifs. Ce même jour, un médecin juif vaccine des enfants à l'école. Il est accusé d'empoisonner les enfants non-Juifs, ce qui déclenche une émeute où entre 200 et 300 personnes commettent des violences antisémites dans la ville. La police est impuissante à empêcher ces exactions, tandis que la garnison locale y participe. 47 victimes juives sont blessés, 15 doivent être hospitalisées. Les répercussions dans la presse internationale embarrassent les autorités tchécoslovaques, et le parti communiste du pays exploite l'incident pour dénoncer l'inefficacité des autorités démocratiques. La tragédie de Topoľčany prend une ampleur particulière et devient le symbole de l'antisémitisme d'après-guerre en Slovaquie.

### Émeute de Trebišov
Le 14 novembre 1945, une émeute éclate dans la ville de Trebišov, à l'Est, quand les autorités refusent de remettre des chaussures aux gens qui n'appartiennent pas à un syndicat reconnu. Environ 400 émeutiers se dirigent vers la prison où Andrej Danko, qui a dirigé la région pendant la république slovaque, est détenu dans l'attente de son procès. Les émeutiers crient qu'il aurait distribué les chaussures avec équité. Un vétérinaire juif du nom de Hecht est attaqué, soit en étant tiré de son appartement, soit directement dans la rue. La foule reproche à Hecht l'arrestation de Danko car Hecht a alerté les autorités sur son comportement pendant la guerre. Hecht est frappé jusqu'à ce qu'il promette de retirer ses accusations.

### Massacre de Kolbasov
Les attaques antisémites les plus graves ont lieu dans le district de Snina, où, en novembre et décembre 1945, 18 victimes sont assassinées. Le 23 novembre 1945, un certain David Gelb est enlevé à Nová Sedlica et porté disparu. Le 6 décembre 1945 vers 20 heures, des hommes armés font irruption chez Alexander Stein, à Ulič, pour l'assassiner ainsi que son épouse et deux autres femmes qui étaient là. Cette même nuit, un peu plus tard, les hommes en question se rendent à Kolbasov et entrent chez Mendel Polák, où vivent douze jeunes rescapés de la Shoah. Les agresseurs violent les femmes, obligent les hommes à chanter, volent de l'alcool, des bijoux et de l'argent, et assassinent quatre hommes et sept femmes,. Helena Jakubičová, survivante d'Auschwitz âgée de 17 ans, a pu éviter la mort en se cachant sous une couverture près des corps de ses deux sœurs,. Après le départ des assassins, elle fuit vers une autre maison dans la même ville, où vivent plusieurs autres juifs mais apparemment la bande armée ne les connaît pas. Elle témoigne que les hommes armés se sont déclarés partisans de Stepan Bandera. Quand le SRP vient enquêter, il trouve sur place des voisins non juifs occupés à piller les biens chez Polák, y compris une vache et une machine à coudre,,.
Ces assassinats suscitent l'intérêt du public à l'échelle nationale et provoquent une vague de critiques contre la police locale, qui n'a pas su prévenir les meurtres. La thèse habituelle veut que les assassins soient des membres de l'Armée insurrectionnelle ukrainienne (UPA) qui ont traversé la frontière. En effet, il existe des rapports sur la présence de l'UPA dans le secteur ; le modus operandi de ses membres consiste à interroger la population locale sur les communistes et les juifs pour revenir, pendant la nuit, perpétrer des attaques. Toutefois, les auteurs du massacre n'ont jamais été identifiés et il n'est pas exclu qu'ils appartiennent à un autre groupe armé,. L'historien slovaque Michal Šmigeľ observe que la police et le gouvernement cherchent à minimiser l'hostilité contre les Juifs dans la région et rejettent la faute sur l'UPA. Šmigeľ envisage l'hypothèse que la police locale, des communistes ou des gens voulant s'emparer des biens des Juifs sont à l'origine de certaines violences et qu'ils ont peut-être collaboré avec l'UPA,. Pour l'historien slovaque Jana Šišjaková, les meurtres de Kolbasov sont peut-être le fait d'une bande criminelle de Polonais et de Slovaques.

## 1946
En mai 1946, les tensions entre les juifs et les non-juifs de Slovaquie s'aggravent avec le vote de la Loi de restitution 128/1946, législation impopulaire qui impose la restitution des biens et entreprises aryanisés à leurs propriétaires d'origine,. Après la promulgation se propagent de tracts antisémites ainsi que des attaques contre des Juifs ; beaucoup émanent d'anciens partisans,. De nombreux tracts formulent contre les Juifs un ultimatum qui leur enjoint de quitter le pays avant fin juillet 1946,. Compte tenu des similarités entre ces pamphlets, Šmigeľ pense qu'ils sont l'effet d'une campagne coordonnée. Fin juillet et début août, de nouveaux tracts circulent : « Frappez les juifs ! » ou « C'est maintenant ou jamais, débarrassons-nous Juifs » et même « Mort aux juifs ! »,. Pendant la dernière semaine de juillet, des affiches sont collées autour de Bratislava et répètent des slogans comme « Attention le juif, un partisan arrive pour battre les juifs » ou « La Tchécoslovaquie appartient aux Slovaques et aux Tchèques, les Juifs en Palestine ! » ou « Dehors les juifs ! » et même « Qu'on pende les juifs ! »,. Début juillet, deux anciens partisans de Bytča attaquent plusieurs fois des juifs. En août, Ján Kováčik, secrétaire du bureau local de l'Union des Partisans slovaques, forme avec plusieurs homologues un groupe pour agresser des juifs vivant dans le secteur. Quelques mois plus tard, les autorités démantèlent le réseau de Kováčik. À partir de mi-juillet 1946, des incidents antisémites mineurs ont lieu pratiquement tous les jours à Bratislava.
Du 2 au 4 août 1946, une conférence nationale d'anciens partisans slovaques se tient à Bratislava. Les émeutes commencent le 1er août et nombre des participants sont d'anciens partisans. Malgré les efforts de maintien de l'ordre par la police tchécoslovaque (en), dix appartements sont cambriolés, 19 personnes sont blessées (dont 4 gravement) et la cuisine communautaire juive est saccagée. Au-delà de Bratislava, d'autres agressions antisémites sont commises, le même mois, dans plusieurs villes du Nord, de l'Est et du Sud. Ces attaques se produisent entre autres à Nové Zámky (2 et 4 août), Žilina (4–6 août), Komárno (4 août), Čadca (5 août), Dunajská Streda, Šahy (8–9 août), Liptovský Svätý Mikuláš, Beluša, Tornaľa (11 août), Šurany (17–18 août) et Veľká Bytča,. Les émeutes de Žilina causent 15 autres blessés ; la police n'arrête que quelques personnes après les attaques à Bratislava et ailleurs. Pour l'historien slovaque Ján Mlynárik, l'apparition d'attaques identiques dans plusieurs localités peut signifier qu'elles s'inscrivent dans opération planifiée. Les médias tchécoslovaques adoptent soit une position de déni sur les violences, soit la thèse voulant qu'aucun partisan n'aurait pris part aux violences antisémites. Le gouvernement réagit en annonçant des mesures de sécurité renforcées et en suspendant les restitutions des biens aux juifs.

## 1947
Le procès de Jozef Tiso, ancien président de la république slovaque, suscite des craintes de violences antisémites — que le mouvement clandestin nationaliste cherche à provoquer, sans succès. La police dresse une liste de personnes peu fiables sur le plan politique dans l'intention de les arrêter en cas de violences et, le cas échéant, le parti communiste prévoit d'exploiter les évènements pour assoir son pouvoir. Dans certaines des manifestations pro-Tiso figurent des éléments antisémites : à Piešťany, le cortège crie des slogans antisémites et anti-tchèques ; à Chynorany et Žabokreky, il entonne des chants de la garde Hlinka et, d'après certains rapports, les manifestants arrêtent des véhicules pour demander si des Tchèques ou des juifs se trouvent à bord,. La seule émeute à part entière a lieu à Bardejov début juin,.

## 1948
De nouvelles émeutes antisémites éclatent à Bratislava les 20 et 21 août 1948. Leur origine provient d'une altercation dans un marché agricole sur la place Staline : Emilia Prášilová, une femme non juive, accuse les vendeurs de favoriser les juifs. Alica Franková, une femme juive, traite Prášilová de « femme SS » et toutes deux en viennent aux mains. Après l'arrestation des deux femmes, des passants brutalisent deux autres juives, dont l'une doit être hospitalisée. Les passants, qui crient « pendez les juifs » et « dehors les juifs », saccagent à nouveau la cuisine communautaire juive (vandalisée deux ans plus tôt). Le lendemain, une tentative de manifestation est dispersée par la police ; 130 émeutiers sont arrêtés et 40 condamnés,. Toutefois, à l'été 1948, la fréquence des agressions antisémites décroît en Slovaquie.

## Réactions
À la mi-1945, Maurice Perlzweig (en), représentant du Congrès juif mondial, s'adresse aux autorités tchécoslovaques pour qu'elles mettent un terme aux violences. Les récits sur les agressions antisémites ne tardent pas à être remarqués par la presse hongroise, qui les transmet aux médias juifs afin de discréditer la Tchécoslovaquie. Le gouvernement slovaque, quant à lui, impute aux Hongrois de Slovaquie les incidents qui ont lieu en Tchécoslovaquie,. Néanmoins, la plupart des faits impliquent des Slovaques et non des Hongrois, même si quelques émeutes antisémites au Sud sont menées par des Hongrois. Les autorités slovaques rejettent parfois la responsabilité des violences sur les victimes, par exemple en disant que le « comportement provocateur » des juifs nourrit l'hostilité qu'ils subissent,. Tant le parti démocrate (en) que le parti communiste condamnent officiellement l'antisémitisme et en rejettent la responsabilité sur l'autre parti politique.

## Conséquences
Les violences contre les juifs ont concouru à leur émigration de Slovaquie. Après le coup de Prague en 1948, la majorité des juifs de Slovaquie migre vers l'État d'Israël et vers d'autres pays : fin 1949, il ne reste plus que quelques centaines de Juifs en Slovaquie, et l'antisémitisme prend un tour politique avec le procès Slánský. Le film Miluj blížneho svojho (en) (« Aime ton voisin »), sorti en 2004, évoque les émeutes de Topoľčany et d'autres comportements antisémites. Un an plus tard, le maire de Topoľčany a présenté ses excuses concernant le pogrom.

## Comparaison
Après-guerre, des violences antisémites sont aussi perpétrées en Pologne (pogrom de Kielce), en Hongrie (pogrom de Kunmadaras) et ailleurs. Les violences commises en Slovaquie sont moins graves que celles en Pologne, où des centaines de personnes, voire plus d'un millier, sont assassinées,.
Les documents sur ces violences sont fragmentaires et incomplets, ce qui entraîne des difficultés pour déterminer le nombre de victimes tuées ou blessées. L'historienne polonaise Anna Cichopek (en) formule l'hypothèse qu'au moins 36 juifs sont assassinés et 100 blessés. Les femmes ont joué un rôle de premier plan dans de nombreuses manifestations antisémites, notamment à Topoľčany en 1945, à Piešťany en 1947 et à Bratislava en 1948. Pour l'historien américain James Ramon Felak (en), les femmes n'avaient pas peur que la police les brutalise, surtout quand elles étaient accompagnées de leurs enfants ; quant aux femmes des secteurs urbains, souvent profondément catholiques, elles offraient un fort soutien au Parti populaire slovaque,.